# Leyte (isola)
Leyte è un'isola delle Filippine centrali, posta nell'arcipelago delle Visayas.

## Geografia
Ha una superficie di 7.368 km² ed è posta tra le isole di Cebu e Bohol ad ovest, l'isola di Biliran a nord, l'isola di Samar ad est e le isole di Dinagat e Mindanao a sud.
Da Samar la separa lo stretto di San Juanico, superato nel suo punto più stretto dal ponte di San Juanico, che le unisce. A sud-est, sempre tra Samar e Leyte, si apre il golfo di Leyte, direttamente sul Mare delle Filippine e dunque sull'Oceano Pacifico. Questo golfo è famoso per essere stato il teatro della più grande battaglia navale della storia moderna, la Battaglia del golfo di Leyte, appunto, nella quale nell'ottobre del 1944 la flotta americana sconfisse quella giapponese riportando una vittoria di importanza fondamentale per l'esito della seconda guerra mondiale.
Leyte è caratterizzata da un territorio per lo più pianeggiante o collinare. Nella parte più interna c'è una catena montuosa con rilievi non molto elevati tra i quali alcuni vulcani spenti.
L'isola appartiene alla regione di Visayas Orientale ed è amministrativamente divisa tra la provincia di Leyte che occupa la parte centro-settentrionale e la provincia di Southern Leyte, che occupa la parte meridionale.
Le città principali sono Tacloban (nord-est), Ormoc (ovest) e Maasin (sud). La popolazione complessiva è valutabile, sulla base del censimento del 2000, pari a 1.950.000 abitanti.

## Storia
Durante la seconda guerra mondiale l'isola fu teatro della celebre battaglia di Leyte, tenutasi tra il 20 ottobre e il 31 dicembre 1944, che vide per protagonista il generale statunitense Douglas MacArthur, nell'ambito della Campagna delle Filippine con la quale gli Alleati riconquistarono l'arcipelago occupato nel '41-'42 dai giapponesi.
Nel novembre 2013 l'isola venne sconvolta dal tifone Yolanda che lasciò dietro di sé più di 10.000 morti in particolare nella provincia di Leyte della quale risultò devastato circa l'80% del territorio.

## Economia
Agricoltura e pesca sono da sempre le attività principali per l'economia dell'isola che comunque è in continuo sviluppo. Nella zona di Ormoc si produce energia elettrica da fonte geotermica.